# Ismail al-Faruqi
Ismaʻīl Rājī al-Fārūqī, ar. إسماعيل راجي الفاروقي (ur. 1 stycznia 1921 w Jaffie, zm. 27 maja 1986 w Wyncote) – palestyńsko-amerykański filozof znany z badań nad islamem i dialogiem międzyreligijnym. Wykładał m.in. na Uniwersytecie Al-Azhar w Kairze, Uniwersytecie McGilla w Montrealu i Temple University w Filadelfii, gdzie założył i kierował programem studiów islamskich. Był założycielem Międzynarodowego Instytutu Myśli Islamskiej (IIIT). Al-Faruqi napisał ponad 100 artykułów i 25 książek, w tym Christian Ethics: A Historical and Systematic Analysis of Its Dominant Ideas oraz Al-Tawhid: Its Implications For Thought And Life.

## Życiorys

### Wczesne życie i edukacja
Al-Faruqi urodził się w Jaffie, w Palestynie pod brytyjskim mandatem. Jego ojciec, 'Abd al-Huda al-Faruqi, był sędzią islamskim. Al-Faruqi otrzymał swoje wczesne religijne wykształcenie w domu i w miejscowym meczecie. W 1936 rozpoczął naukę we francuskim Dominikańskim Kolegium Braci z Jaffy.
W 1942 został mianowany rejestratorem spółdzielni pod rządami brytyjskiego mandatu w Jerozolimie. W 1945 został gubernatorem okręgu Galilei. Po wojnie arabsko-izraelskiej w 1948 al-Faruqi wyemigrował do Bejrutu w Libanie, gdzie studiował na Uniwersytecie Amerykańskim w Bejrucie. Później zapisał się na Uniwersytet Indiana, gdzie uzyskał tytuł magistra filozofii z pracą dyplomową zatytułowaną The Ethics of Reason and the Ethics of Life (Kantian and Nietzschean Ethics) w 1949.
W swojej pracy magisterskiej al-Faruqi badał etykę Immanuela Kanta i Friedricha Nietzschego. Kontynuował studia, uzyskując drugi tytuł magistra filozofii na Uniwersytecie Harvarda w 1951, a w 1952 zdobył doktorat z pracy zatytułowanej On Justifying the Good na Uniwersytecie Indiana. W swojej rozprawie doktorskiej al-Faruqi argumentował, że wartości są absolutnymi, samodzielnymi esencjami znanymi a priori poprzez intuicję emocjonalną. Oparł swoje teorie na fenomenologii Maxa Schelera i badaniach etycznych Nicolaia Hartmanna.
Jego studia doprowadziły go do wniosku, że brak transcendentnej podstawy prowadzi do relatywizmu moralnego, co skłoniło go do ponownego przemyślenia swojego islamskiego dziedzictwa. W ciągu sześciu lat od przybycia do Stanów Zjednoczonych, zdał sobie sprawę z potrzeby dokładniejszego badania islamu, co skłoniło go do podjęcia studiów na Uniwersytecie Al-Azhar w Egipcie. Do czasu opuszczenia Stanów Zjednoczonych, miał już nowe pytania dotyczące moralnych obowiązków i starał się zintegrować swoje intelektualne poszukiwania z islamską tożsamością.

### Kariera akademicka
W 1958 al-Faruqi otrzymał propozycję stypendium wizytującego na Wydziale Teologii Uniwersytetu McGilla. Mieszkał w Saint-Laurent i dołączył do Instytutu Studiów Islamskich Uniwersytetu McGilla na zaproszenie jego założyciela, Wilfreda Cantwella Smitha. W latach 1958–1961 nauczał obok Smitha i był znany ze swojego dynamicznego i oryginalnego podejścia do myśli islamskiej. Studiował wówczas teologię chrześcijańską i judaizm, a także zapoznał się z pakistańskim filozofem Fazlurem Rahmanem. W 1961 Rahman zorganizował dla al-Faruqi dwuletni pobyt w Centralnym Instytucie Badań Islamskich w Karaczi w Pakistanie, aby zapoznał się z różnorodnymi kulturami muzułmańskimi. Al-Faruqi pracował tam jako profesor wizytujący od 1961 do 1963.
W 1964 Al-Faruqi wrócił do Stanów Zjednoczonych i pracował jako profesor wizytujący w Szkole Teologii Uniwersytetu w Chicago oraz jako profesor nadzwyczajny na Uniwersytecie Syracuse. W 1968 dołączył do Temple University jako profesor religii, gdzie założył program studiów islamskich i pełnił tę funkcję do swojej śmierci w 1986. Podczas swojego pobytu na Temple University, al-Faruqi był mentorem wielu studentów, w tym swojego pierwszego doktoranta, Johna Esposito.
W marcu 1977 al-Faruqi odegrał znaczącą rolę w Pierwszej Światowej Konferencji na temat Edukacji Muzułmańskiej w Mekce, w której uczestniczyli m.in. Muhammad Kamal Hassan, Syed Muhammad Naquib al-Attas i Syed Ali Ashraf. Konferencja położyła podwaliny pod założenie uniwersytetów islamskich w Dhace, Islamabadzie, Kuala Lumpur, Kampali i Nigrze. Al-Faruqi miał kluczowy wpływ na ustalenia konferencji i rozwój jej planów działania.

### Śmierć
W maju 1986 al-Faruqi i jego żona Lois Lamya al-Faruqi zostali zamordowani w swoim domu w Wyncote w Pensylwanii przez Josepha Louisa Younga, znanego również jako Yusuf Ali. Young przyznał się do zbrodni, został skazany na śmierć i zmarł w więzieniu z przyczyn naturalnych w 1996. Atak przeżyła ciężko raniona ich córka, Anmar al-Zein. Istnieją różne teorie dotyczące motywacji za morderstwami, w tym nieudany napad i politycznie motywowany zamach.

## Filozofia i myśl

### Wczesna myśl: Arabizm
Wczesne intelektualne zainteresowania Al-Faruqiego koncentrowały się na urubah (arabizmie). Twierdził, że urubah stanowi rdzeń tożsamości i zbiór wartości łączących wszystkich muzułmanów w jedną wspólnotę wiernych (ummah). Al-Faruqi uważał, że arabski, jako język Koranu, jest niezbędny do pełnego zrozumienia islamskiej koncepcji świata. Uważał, że urubah jest nierozłączna z tożsamością muzułmańską, obejmując zarówno wymiar językowy, jak i religijny.
Al-Faruqi podkreślał również koncepcję tawhid (monoteizmu) jako centralny element arabskiej świadomości religijnej, którą odnajdywał w judaizmie, chrześcijaństwie i islamie. Ta idea podkreślała wspólny nurt monoteistycznych wierzeń w tych religiach, zakorzeniony w arabskiej kulturze i języku. Wierzył, że islam i monoteizm były darami arabskiej świadomości dla ludzkości, co było sprzeczne z nacjonalizmem opartym na rasie w nowoczesnej epoce.
To stanowisko było krytykowane przez niektórych uczonych za jego postrzeganą esencjalistyczną i arabocentryczną perspektywę. Krytycy, w tym muzułmańscy intelektualiści nie-Arabowie, kwestionowali jego twierdzenie, że arabski jest jedyną strukturą językową odpowiednią dla myśli islamskiej. Pobyt al-Faruqiego w Pakistanie, gdzie zetknął się z różnorodnymi kulturami muzułmańskimi, niewiele zmienił jego arabocentryczne poglądy początkowo.

### Przesunięcie ku islamizmowi
Perspektywy Al-Faruqiego znacząco ewoluowały po przeprowadzce do Stanów Zjednoczonych. Jego zaangażowanie w Muslim Students Association (MSA) na Temple University wprowadziło go do różnorodnej grupy muzułmańskich studentów z różnych kultur. To doświadczenie skłoniło go do ponownego przemyślenia wcześniejszego skupienia na arabizmie. Zaczął priorytetować szerszą islamską tożsamość nad arabskim nacjonalizmem, stwierdzając: „Jeszcze kilka miesięcy temu byłem Palestyńczykiem, Arabem i muzułmaninem. Teraz jestem muzułmaninem, który przypadkiem jest Arabem z Palestyny”. Refleksyjnie na temat swojej tożsamości, al-Faruqi zauważył: „Zapytałem siebie: Kim jestem? Palestyńczykiem, filozofem, liberalnym humanistą? Moja odpowiedź brzmiała: Jestem muzułmaninem”.
To przesunięcie było również wpływowe przez jego zaangażowanie w dialog międzyreligijny, gdzie zaczął dostrzegać znaczenie zjednoczonej islamskiej tożsamości dla prowadzenia owocnych rozmów z niemuzułmanami. Udział Al-Faruqiego w MSA i jego spotkania z różnorodnymi muzułmańskimi kulturami w Stanach Zjednoczonych wzmocniły jego szerszą islamską tożsamość ponad wcześniejsze arabocentryczne poglądy.

### Metareligia
Al-Faruqi dążył do ustanowienia zasad metareligijnych opartych na rozumie, aby oceniać religie według uniwersalnych standardów, a nie w porównaniu z sobą nawzajem. To ambitne przedsięwzięcie miało na celu znalezienie wspólnej płaszczyzny dla zrozumienia i współpracy między różnymi wiarami. Zaproponował kilka wytycznych dla dialogu, w tym: że każdy dialog jest poddany krytyce, komunikacja musi przestrzegać zasad wewnętrznej i zewnętrznej spójności, dialog powinien odpowiadać rzeczywistości i być wolny od „kanonicznych figuracji”, a także skupiać się na kwestiach etycznych, a nie teologicznych.
Al-Faruqi wierzył, że dialog metareligijny może służyć jako środek do osiągnięcia wzajemnego zrozumienia i szacunku między różnymi wspólnotami religijnymi, pomagając zmniejszyć przepaść stworzoną przez różnice doktrynalne. Jego nacisk na etykę nad teologią miał na celu ułatwienie bardziej konstruktywnych i mniej kontrowersyjnych rozmów międzyreligijnych.

### Holistyczna wiedza
Al-Faruqi w znaczący sposób przyczynił się do rozwoju koncepcji holistycznej wiedzy, wyrażając obawy dotyczące sekularyzacji wiedzy w społeczeństwach muzułmańskich. Omawiał „chorobę ummy” i argumentował, że poleganie na zachodnich sekularnych narzędziach i metodach prowadzi do rozłączenia z ekologicznymi i społecznymi realiami muzułmańskich narodów, często pomijając naruszenia islamskiej etyki. Podkreślał znaczenie integracji islamskich zasad z nowoczesną wiedzą, aby stawić czoła współczesnym wyzwaniom i zachować etyczną integralność ummy.
Późniejsze intelektualne wysiłki Al-Faruqiego skupiały się na islamizacji wiedzy. Dążył do harmonizacji islamskich zasad z nowoczesnymi dyscyplinami akademickimi, promując holistyczną integrację wiary i rozumu. Jego praca w tym obszarze zaowocowała założeniem IIIT, które miało na celu opracowanie islamskiej epistemologii i metodologii dla różnych dziedzin studiów.
Al-Faruqi podkreślał potrzebę integracji islamskiej wiedzy z nowoczesnymi naukami. Wierzył w rozwój zjednoczonego islamskiego programu nauczania, który obejmuje współczesne dyscypliny, jednocześnie zakorzeniając je w islamskiej myśli. Jego podejście obejmowało systematyczny proces identyfikacji i eliminacji elementów niezgodnych z islamskimi zasadami oraz integracji islamskich wartości w różnych dyscyplinach akademickich.
Skupiając się mocno na reformie edukacyjnej, Al-Faruqi opowiadał się za tworzeniem kompleksowych programów nauczania i instytucji akademickich, które łączą islamskie i nowoczesne nauki. To podejście miało na celu wykształcenie uczonych biegłych w obu dziedzinach, zdolnych do stawienia czoła współczesnym wyzwaniom z perspektywy islamskiej. Al-Faruqi podkreślał również znaczenie rozwoju programów nauczania, praktycznych strategii wdrażania oraz holistycznego podejścia do reformy całego systemu edukacyjnego.

### Poglądy na syjonizm
Al-Faruqi był głośnym krytykiem syjonizmu, postrzegając go jako niezgodny z judaizmem z powodu jego nacjonalistycznej ideologii. Twierdził, że niesprawiedliwości spowodowane przez syjonizm wymagają jego demontażu. Zaproponował, aby byli izraelscy Żydzi, którzy zrzekli się syjonizmu, mogliby żyć jako „wspólnota ummy” w świecie muzułmańskim, przestrzegając prawa żydowskiego interpretowanego przez sądy rabiniczne w ramach islamskiego systemu. To stanowisko podkreślało jego zaangażowanie w wizję sprawiedliwości zakorzenioną w islamskich zasadach.

## Osiągnięcia naukowe
W 1980 al-Faruqi współzałożył Międzynarodowy Instytut Myśli Islamskiej (IIIT) wraz z Taha Jabir Alalwani, Abdul Hamid AbuSulayman i Anwar Ibrahim.
Al-Faruqi przyczynił się do badań nad islamem poprzez swoje obszerne pisma i zaangażowanie w organizacje akademickie i międzyreligijne. Napisał ponad 100 artykułów w czasopismach naukowych i magazynach oraz opublikował 25 książek, w tym Christian Ethics: A Historical and Systematic Analysis of Its Dominant Ideas (1968), Islam and the Problem of Israel (1980) oraz Al-Tawhid: Its Implications For Thought And Life (1982). Był zaangażowany w tworzenie Grupy Studiów Islamskich w Amerykańskiej Akademii Religii i przez dziesięć lat pełnił funkcję jej przewodniczącego. Ponadto pełnił funkcje takie jak wiceprezes Międzyreligijnego Kolegium Pokoju i prezes Amerykańskiego Kolegium Islamskiego w Chicago.
Al-Faruqi zaproponował koncepcję tawhid (monoteizmu) jako zasady jednoczącej w myśli islamskiej, podkreślając jej znaczenie w różnych aspektach życia, w tym w etyce, polityce i edukacji. Jego inicjatywa „islamizacji wiedzy” miała na celu integrację islamskich zasad z nowoczesnymi dyscyplinami akademickimi, promując holistyczną integrację wiary i rozumu. W IIIT jego praca polegała na tworzeniu ram dla islamskiej epistemologii, w tym opracowywaniu programów nauczania i metodologii badań opartych na islamskiej myśli. Ta inicjatywa miała na celu stawienie czoła wyzwaniom stawianym przez sekularyzację i angażowanie się w intelektualną tradycję islamu.
Według Ibrahima Kalina, „islamizacja wiedzy” Al-Faruqiego skupiała się głównie na naukach humanistycznych, pomijając nowoczesną wiedzę naukową, co prowadziło do socjologicznego podejścia w wiedzy islamskiej i ignorowania sekularyzującego wpływu nowoczesnej nauki.
Al-Faruqi był również zaangażowany w dialog międzyreligijny, promując wzajemne zrozumienie i współpracę między różnymi wspólnotami religijnymi. Jego wysiłki miały na celu stworzenie globalnego środowiska pokoju i szacunku, podkreślając wspólne cechy islamu, chrześcijaństwa i judaizmu.

## Współczesne znaczenie
Pomysły Al-Faruqiego dotyczące islamizacji wiedzy nadal wpływają na współczesną myśl islamską. Jego nacisk na integrację islamskich zasad z nowoczesnymi dyscyplinami akademickimi pozostaje istotny dla uczonych i edukatorów, którzy dążą do harmonizacji wiary i rozumu. Jego praca jest często cytowana na konferencjach akademickich i w publikacjach dotyczących myśli islamskiej i edukacji.
Wkłady Al-Faruqiego w dialog międzyreligijny są również szeroko uznawane. Jego wysiłki na rzecz promowania wzajemnego zrozumienia i współpracy między różnymi wspólnotami religijnymi zostały odnotowane w wielu pracach naukowych. Jego podejście do dialogu międzyreligijnego, które podkreślało wspólne cechy islamu, chrześcijaństwa i judaizmu, jest uważane za ważny wkład w tworzenie globalnego środowiska pokoju i szacunku.
Jego wkłady w społeczność muzułmańską w Montrealu i jego wpływ na naukę islamską zostały pośmiertnie uznane.